# لوکا یدیس
لوکا یدیس (انگلیسی: Luca Iodice؛ زادهٔ ۱۱ اوت ۱۹۷۸) بازیکن فوتبال اهل ایتالیا است.
از باشگاه‌هایی که در آن بازی کرده‌است می‌توان به باشگاه فوتبال گراس‌هاپر زوریخ و باشگاه فوتبال زوریخ اشاره کرد.